# Patrick Smith (Schiedsrichter)
Patrick „Pat“ Joseph Smith (* 10. November 1923 in Birmingham, England, Vereinigtes Königreich; † 7. Dezember 2009 in Panama City, Florida, Vereinigte Staaten) war ein englisch-US-amerikanischer Amateurfußballspieler, -trainer und Fußballschiedsrichter. Im Jahre 1998 wurde er in der „Builder“-Kategorie in die National Soccer Hall of Fame aufgenommen.

## Leben und Karriere
Patrick J. Smith wurde am 10. November 1923 als Sohn von Martin und Elizabeth Emily Smith in der englischen Großstadt Birmingham geboren. Als 13-Jähriger begann er eine eher wenig von Erfolg gekrönte Laufbahn als Fußballspieler, als er für sein Schulteam als Stürmer antrat. Erst im Laufe der Zeit entwickelte er sich zu einem Abwehrspieler, nachdem er unter anderem von einem Freund, der in den 1950er Jahren zum FC Arsenal wechselte, aufgeklärt wurde, dass er keine offensive Mentalität an den Tag legte, sondern eine defensive. Im Jahre 1941 trat Patrick Smith den Royal Marines bei und diente seinem Heimatland in weiterer Folge zwölf Jahre lang. Dabei diente er an Bord des Leichten Kreuzers HMS Sirius, mit dem er Einsätze auf der ganzen Welt, sei es Nordafrika, Sizilien, Italien, die Normandie oder Malta, hatte. Während der zwischen Juni 1948 und April 1949 stattfindenden Berlin-Blockade war er im Jahre 1948 auch in Berlin stationiert. Hier kam er auch öfters zu Einsätzen als Fußballspieler, wo er unter anderem gegen die französische Besatzung sowie gegen einen deutschen Klub und sogar im Olympiastadion Berlin auflief.
Nachdem er die Royal Marines im Jahre 1951 verlassen hatte, spielte er in sogenannten Saturday-and-Sunday-Ligen weiterhin auf Amateurniveau Fußball. Im Anschluss an seine Militärzeit war er somit noch rund zwei Jahre in England, ehe er mit seiner Ehefrau Maureen im Jahre 1953 in die Vereinigten Staaten auswanderte, wo sich die beiden in Dayton im US-Bundesstaat Ohio niederließen und dort drei Töchter großzogen. Pat Smiths Berichten zufolge war er bereits in seiner früheren Heimat ein begeisterter Fußballspieler auf Amateurniveau. Jedoch ließ er, nachdem er gehört hatte, dass es in den Vereinigten Staaten keinen Fußballsport gäbe, seine Fußballschuhe zuhause in England und wanderte ohne diese in die neue Heimat aus. Dort fand er jedoch zu seiner Überraschung ein Fußballteam direkt in seiner neuen Heimatstadt Dayton, das Amateurteam Dayton Edelweiss mit Spielbetrieb in der Ohio-Indiana Soccer League. In dem multikulturell zusammengestellten Team, das vorwiegend aus Ungarndeutschen, Österreichern, einem US-Amerikaner, einem Schweizer und einem Italiener bestand, war Pat Smith zu diesem Zeitpunkt der einzige Engländer.
Seine aktive Fußballkarriere übte er bis zu einem Alter von 35 Jahren aus, ehe er, da seine Beine nicht mehr mitspielten, wie er wollte, sich aus dem aktiven Sport zurückzog und eine kurzzeitige Karriere als Fußballtrainer einschlug. Nach einiger Zeit als Spielertrainer und später ausschließlicher Trainer bei Dayton Edelweiss war er im Jahre 1958 der erste Trainer einer Herrenfußballmannschaft an der University of Dayton. Da es zur damaligen Zeit nur sehr wenige Fußballschiedsrichter in den Vereinigten Staaten gab, entwickelte sich Smith innerhalb kürzester Zeit vom Trainer zum Schiedsrichter und war in dieser Funktion in vier Jahrzehnten in verschiedenen Organisationen und Ligen im Einsatz. So arbeitete er unter anderem 15 Jahre lang auf College-Niveau, wobei er in dieser Zeit in sechs Semifinali der National Association of Intercollegiate Athletics (NAIA), zwei Finali der National Collegiate Athletic Association (NCAA) und zahlreichen weiteren Semifinali der NCAA eingesetzt wurde. Durch seinen Erfolg auf dem Feld wurde er bald darauf zum ersten Präsidenten des Schiedsrichter-Chapters seines Bundesstaates gewählt. In weiterer Folge wurde er im Jahre 1972 zum ersten Präsidenten der neugeformten National Intercollegiate Soccer Officials Association (NISOA) gewählt und war in diesem Amt mehrere Jahre aktiv. Auch darüber hinaus diente er der NISOA jahrzehntelang als Ausbildner in deren regionalen und nationalen Camps, sowie als Assessor bei zahlreichen College-Fußballturnieren, einschließlich der NCAA-Endrunden.
Mit dem Anbruch des hochklassigen und professionellen Fußballs in den Vereinigten Staaten im Jahre 1967 wechselte Pat Smith in die neue North American Soccer League (NASL). Hierbei leitete er sein erstes Spiel 1968 im Fenway Park, dem damaligen Heimstadion des nur sehr kurzlebigen Franchises Boston Beacons. Weiters leitete er in diesem Jahr zwei sogenannte Bronze-Boot-Spiele, wie die Aufeinandertreffen der beiden rivalisierenden Hochschulen Saint Louis University und Southern Illinois University Edwardsville genannt werden, im Busch Stadium von St. Louis, Missouri. Als Schiedsrichter pfiff er unter anderem in Spielen des FC Santos, Werder Bremen, Borussia Dortmund, CA Independiente, Bristol City, Manchester City oder des israelischen Fußballnationalteams. Als einer seiner Mentoren trat der ebenfalls aus England stammende und in etwa gleichaltrige Eddie Pearson in Erscheinung. Als Pearson das erste nationale Trainingsprogramm für Fußballschiedsrichter ins Leben rief, war Patrick Smith einer der ersten Ausbildner in den Reihen von Pearsons Personal. In weiterer Folge war er unter anderem der Direktor der Schiedsrichter der American Soccer League (ASL) und wurde im Jahre 1977 zum Director of Assessment der NASL, was in etwa der gleichen Aufgabe wie in der ASL entsprach, gewählt. Diese Position hielt er bis zur Auflösung der Liga im Jahre 1984 inne, wobei er eine wichtige Rolle im Prozess der Auswahl von US-Schiedsrichtern für die FIFA-Liste spielte.
Als Ende der 1980er Jahre die nationalen Ausbildner- und Assessorenstellen geschaffen wurden, war Pat Smith einer der ersten in den Vereinigten Staaten, der vom US-amerikanischen Fußballverband zum USSF National Instructor and Assessor ernannt wurde. Kurz danach wurde er sogar zum nationalen Director of Assessment und wurde Mitglied des nationalen Schiedsrichterkomitees des US-Verbandes; eine Position, die er sieben Jahre lang hielt. Bis zu seinem Ableben galt Smith als sehr aktiver und renommierter Schiedsrichterausbildner und Assessor der United States Soccer Federation. So lehrte er Schiedsrichterzertifizierungen verschiedener US-Bundesstaaten und war hierbei vor allem in Georgia und Florida sehr umtriebig. Er bildete unter anderem Schiedsrichter bei zehn verschiedenen regionalen USYSA-Turnieren, sechs Olympic Festival Tournaments, dem Armed Forces Tournament, dem National Amateur Cup und dem U.S. Open Cup aus. Des Weiteren agierte er bei der Heimweltmeisterschaft 1994 als Videoprüfer (video inspector) und war bis 2006 Stadium Assessor und Video Assessor der Major League Soccer. Eine Vielzahl von späteren Profi- und FIFA-Schiedsrichtern führten ihren Erfolg auf die Ausbildung und die erfahrene Führung durch Pat Smith zurück. Einer seiner Schüler, der später sogar bei einer Weltmeisterschaft als Schiedsrichter in Erscheinung trat, beschreibt Smith als The Patron Saint of the Referee Community.
Im Laufe der Jahre wurde er nicht nur von seinen Kollegen, Schülern und Freunden geehrt, sondern wurde auch in diverse Ruhmeshallen aufgenommen. So ist er unter anderem Mitglied College Soccer Hall of Fame, der Adult League Hall of Fame, der Southern Ohio Hall of Fame oder der High School Coaches of Ohio Hall of Fame. Im Jahre 1998 wurde er in der „Builder“-Kategorie in die National Soccer Hall of Fame aufgenommen. Weiters wurde das Charter-Mitglied der National Intercollegiate Soccer Officials Association, das unter anderem auch das erste NISOA-Schiedsrichter-Handbuch verfasste, im Jahre 1977 in die NISOA Hall of Fame aufgenommen. Weiters erhielt Pat Smith Auszeichnungen wie den SAY Soccer Gold Boot Award, den College Coaches Appreciation Award, den NISOA Honoree Award und war der erste Preisträger des renommierten Eddie Pearson Award, der seit 1979 alljährlich an Schiedsrichter vergeben wird, die maßgeblichen Anteil am landesweiten Ausbildungssystem im US-Schiedsrichterwesen haben. Außerdem erhielt er im Laufe seiner Karriere für seine erbrachten Leistungen im Fußballsport ein Ehrendoktorat des Earlham College, bei dem er 15 Jahre lang als Schiedsrichter in Erscheinung trat.
Seine eigentliche Arbeit im bürgerlichen Leben übte er als Industrieinstallateur bei General Motors in Dayton, wo er nach 33 Jahren in den Ruhestand ging. Gleich im Anschluss an seine Pensionierung zog er in die Küstenstadt Panama City in Florida, um näher bei seinen Enkelkindern zu sein. Hier setzte er auf lokaler Ebene seine Tätigkeit im Fußball fort und förderte den in dieser Gegend noch nicht allzu populären Fußballsport. Noch bis zu einem Alter von 85 Jahren war er bis 2008 als ehrenamtlicher Trainer an der Rutherford High School in Panama City tätig. Neben seinen Erfolgen im Fußball galt Smith als eifriger Leser und schwor auf die Wichtigkeit des Lesens. So arbeitete er in seinem Ruhestand auf freiwilliger Basis im Bundesgefängnis der Tyndall Air Force Base, wo er Inhaftierte Lesen lehrte. Weiters arbeitete er über zehn Jahre lang ehrenamtlich an der Parker Elementary School in Panama City. Vom damaligen Gouverneur Jeb Bush erhielt er im Jahre 2001 für seine selbstlose Hingabe den Point of Light Award. Patrick J. Smith verstarb am 7. Dezember 2009 im Alter von 86 Jahren in seinem Zuhause in Panama City. Er wurde von seinen drei Töchtern, fünf Enkelkindern, sowie drei Urenkelkindern überlebt. Weiters überlebten ihn seine Schwester, die noch immer in Birmingham lebte, eine Schwägerin aus Georgia und ein Schwager aus Norfolk in England, sowie zahlreiche Nichten und Neffen. Seine Ehefrau Maureen Louise verstarb vor ihm; ebenso eine Urenkelin. Nach seinem Tod wurde zu seinen Gedenken und zu seinen Ehren ein Pat Smith Soccer Scholarship Award ins Leben gerufen. Am 12. Dezember 2009 fand seine Beerdigung in Panama City statt.